# Szabolcs vármegye
Szabolcs vármegye (németül: Saboltsch) közigazgatási egység volt Magyarország alföldi részén. Területének szinte egésze –  Ukrajnához tartozó néhány település kivételével – jelenleg is Magyarországhoz tartozik.

## Földrajza
Szabolcs, hazánk Tisza bal parti részének egyik vármegyéje, határolja északon Zemplén vármegye és Ung vármegye, keleten Bereg vármegye és Szatmár vármegye, délen Bihar vármegye és Hajdú vármegye, nyugaton Borsod vármegye és Zemplén vármegye.

## Történelem
Szabolcs a legrégibb vármegyék közé tartozott. Területe 1876-ig a mai Szabolcs-Szatmár-Bereg megye nyugati, valamint Hajdú-Bihar megye északi és nyugati részeit foglalta magába, habár Kisvárda és környéke csak a tatárjárás után került a vármegyéhez, hiszen a város korábban Borsova vármegye székhelye volt. A 17. századtól a hajdú városok kiváltak a megyéből, létrehozva a Hajdú kerületet. Az 1848-as szabadságharc leverése után a főispáni és más egyéb közigazgatási tisztség módosítása után Szabolcs vármegye élén a kinevezett megyefőnök állt: Gömöry Pál, helytartósági tanácsos, földbirtokos töltötte be ezt a hivatalt.
Az 1876-os megyerendezés során a megye délnyugati területei a Hajdú kerületből alakult Hajdú vármegyéhez kerültek. Ugyancsak ekkor lett a vármegye székhelye Nagykálló helyett Nyíregyháza.
A trianoni békeszerződés a vármegyét annyiban érintette, hogy a Tisza jobb partján fekvő három községét (Eszeny, Szalóka és Tiszaágtelek) Csehszlovákiához csatolták. Mivel Ung vármegyéből Magyarországon csupán két község maradt (Záhony és Győröcske), ezért az 1923-as megyerendezés során a két vármegyét összevonták Szabolcs és Ung k.e.e. vármegye néven, és egyidejűleg az addig Bereg vármegyéhez tartozott Nagylónya, Kislónya, Mátyus és Tiszakerecseny községeket is ide csatolták.
1938-ban az első bécsi döntést követően Ung megye újraalakult a Csehszlovákiától visszakapott területen, így Szabolcs vármegye ismét önállóvá vált. A két megye közötti határvonal azonban a Tisza, vagyis az addigi országhatár lett, így az 1920-ban elcsatolt négy község Unghoz került, Záhony és Győröcske viszont Szabolcshoz tartozott továbbra is. A négy egykor Bereg megyei községet azonban ismét elcsatolták, így azok Bereg és Ugocsa megyéhez kerültek. A vármegye legjelentősebb földbirtokosa a gróf csíkszentkirályi Andrássy család volt, melynek a legjelesebb kastélya Tiszadobon helyezkedett el. A 12 000 kataszteri holdas tiszadobi hatalmas uradalmat házasságok révén a gróf Károlyi családtól örökölték. A második világháború alatt Lenz József kereskedelmi tanácsos, nyékládházi földbirtokos, nagykereskedő és családja lett a vármegye második legtehetősebb földbirtokosa: boldogfai Farkas Endre vezérkari őrnagyné Lenz Klára számára 1 576 kataszteri holdas kocsordosi földbirtokot (1154 kataszteri hold Tiszadobhoz, 422 kataszteri hold Kesznyétenhez tartozott) vásárolt gróf Andrássy Sándortól. Lenz József saját magának pedig 935 kataszteri holdat vásárolt Andrássy Sándor gróftól Kesznyétenen. Boldogfai Farkas Endre és neje emellett, egy 459 kataszteri holdai újlétai, valamint egy 35 kataszteri holdas vámospércsi földbirtokkal rendelkeztek Szabolcs vármegyében.
A vármegye területe az 1945-ös megyerendezés következtében módosult ismét, amikor néhány község átcsatolásával kiigazították határait Szatmár-Bereg és Hajdú vármegye irányában. A kommunizmus bejövetelekor mind a gróf Andrássy család, mind a boldogfai Farkas család és a Lenz család elveszítette összes uradalmát kárpótlás nélkül.
Szabolcs vármegye megszűnésére az 1950-es megyerendezéskor került sor, amikor összevonták Szatmár-Bereg megyével Szabolcs-Szatmár néven, amelyet 1990-től Szabolcs-Szatmár-Bereg megyének neveznek.

## Lakosság
A vármegye összlakossága 1891-ben 244 945 lakos volt, ebből:
- 234 920 magyar (95,90%)
- 1357 német (0,55%)
- 714 román (0,29%)
- 596 ruszin (0,24%)
- 461 egyéb (0,18%)

## Közigazgatás

### Járásai

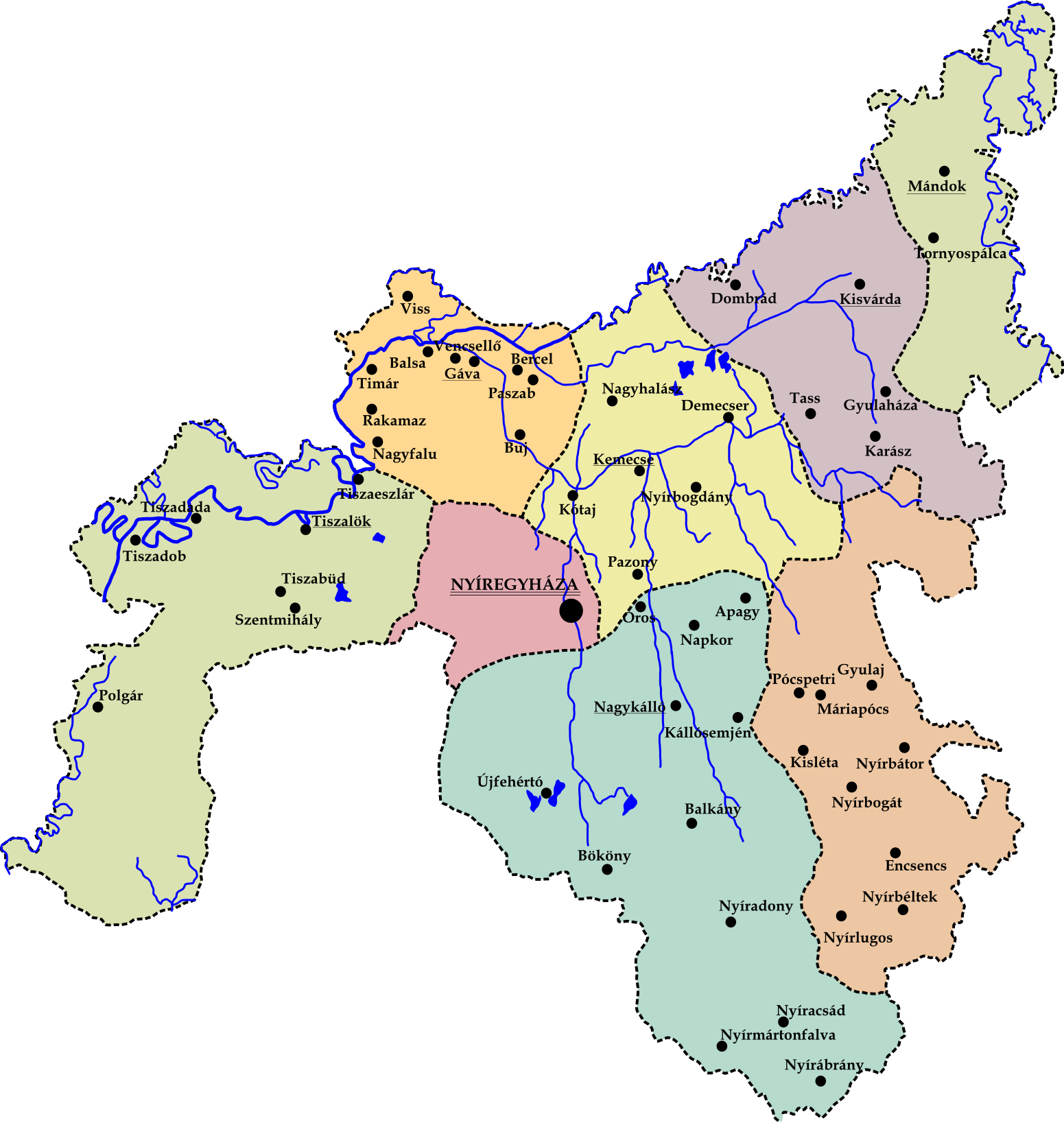
Szabolcs vármegye közigazgatási beosztása a 20. század elején

Szabolcs vármegye középkori eredetű négy járása a Nádudvari, a Dadai, a Kisvárdai és a Nyírbátori járás volt, ezek jelképei jelennek meg a vármegye címerében. A vármegye területéből szakadt ki a 17. századtól a külön törvényhatósággá váló Hajdú kerület.
A 19. század utolsó harmadára a régi négy járás mindegyikéből két-három kisebb jött létre, így 1876 előtt a vármegye tíz járásra oszlott:
- Nádudvari alsó járás
- Nádudvari közép járás
- Nádudvari felső járás
- Dadai alsó járás
- Dadai közép járás
- Dadai felső járás
- Kisvárdai alsó járás
- Kisvárdai felső járás
- Nyírbátori alsó járás
- Nyírbátori felső járás

Az 1876-os megyerendezés során a Hajdú kerületből létrejött Hajdú vármegyéhez csatolták az egykori Nádudvari járás nagy részét, pontosabban a Nádudvari alsó járás egészét és a Nádudvari közép járás mintegy felét. Ez utóbbi maradékából és a Nádudvari felső járásból jött létre a Nagykállói járás.
Első ízben a törvényhatóságokról szóló 1886. évi XXI. törvénycikk írta elő, hogy a járásoknak állandó székhelye kell legyen. Ekkortól kezdve Szabolcs vármegye járásai és azok székhelyei az alábbiak voltak:
- Dadai alsó járás, székhelye Tiszalök
- Dadai felső járás, székhelye Gáva (a korábbi Dadai közép járás)
- Kisvárdai járás, székhelye Kisvárda (a korábbi Kisvárdai alsó járás)
- Nagykállói járás, székhelye Nagykálló
- Nyírbátori járás, székhelye Nyírbátor (a korábbi Nyírbátori alsó járás)
- Nyírbogdányi járás, székhelye Kemecse (a korábbi Dadai felső járás)
- Tiszai járás, székhelye Mándok (a korábbi Kisvárdai felső járás)
- Ligetaljai járás (1907-ben szervezték), székhelye Nyíracsád, majd 1926-tól Nyíradony
- Nyírbaktai járás (1912-ben szervezték az egykori Nyírbátori felső járás területén), székhelye Nyírbakta, majd 1930-tól (amikor ez Lórántházával egyesült) Baktalórántháza

### Városa
Szabolcs vármegyében egyetlen város volt, Nyíregyháza, melynek rangja 1930 előtt rendezett tanácsú város volt, azután az elnevezés megváltozása miatt megyei város.